# São João de Brito
São João de Brito ist eine Gemeinde (Freguesia) im portugiesischen Kreis Lissabon.

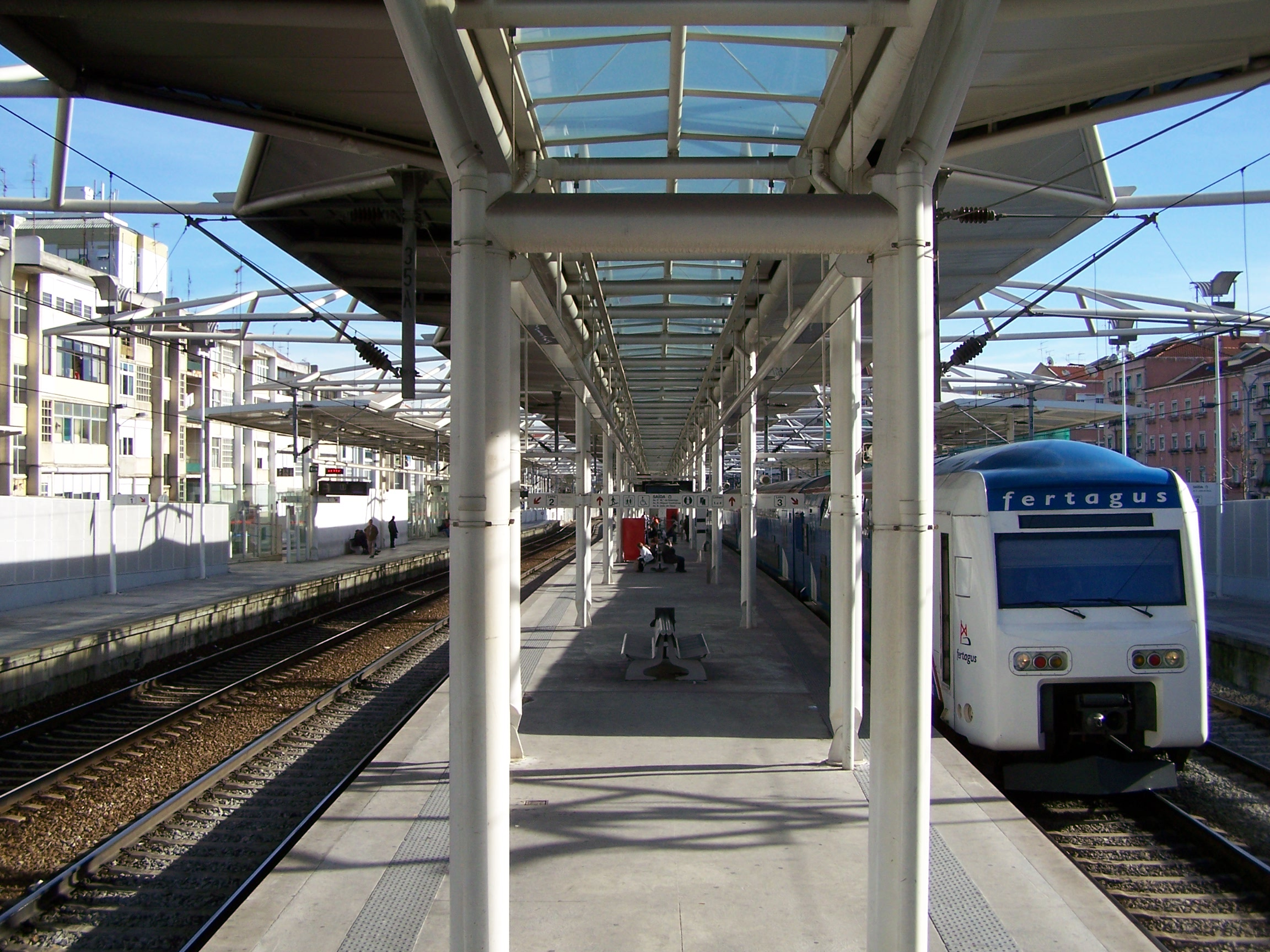
Der Lissabonner Bahnhof Roma-Areeiro an der Gemeindegrenze zu Alvalade

 In ihr leben 11.634 Einwohner (Stand 30. Juni 2011). Sie wurde zu Ehren Johannes de Britto benannt.